# ヌーペディア
ヌーペディア（Nupedia）は、ウィキペディアの前身となったウェブ上のインターネット百科事典プロジェクト。無料の閲覧、ボランティアの専門家による執筆と査読、フリーコンテントライセンスによる記事の公開という特徴を持っていた。2000年3月にジミー・ウェールズが創設し、ボミスが出資、ラリー・サンガーが編集主幹を務める体制で始まり、2003年9月に休止した。
ヌーペディアという名称は、百科事典を意味する「エンサイクロペディア(Encyclopedia)」と、リチャード・ストールマンにより始められた自由ソフトウェアプロジェクトの「グヌー(GNU)」という2つの単語に由来する。
2008年にCNET UKによる「ドットコムバブルの中で生まれては消えていったサイトの中から選ばれた、偉大な今は亡きサイト」の1つに、ヌーペディアも選ばれている。

## 歴史

### ヌーペディアの立ち上げまで

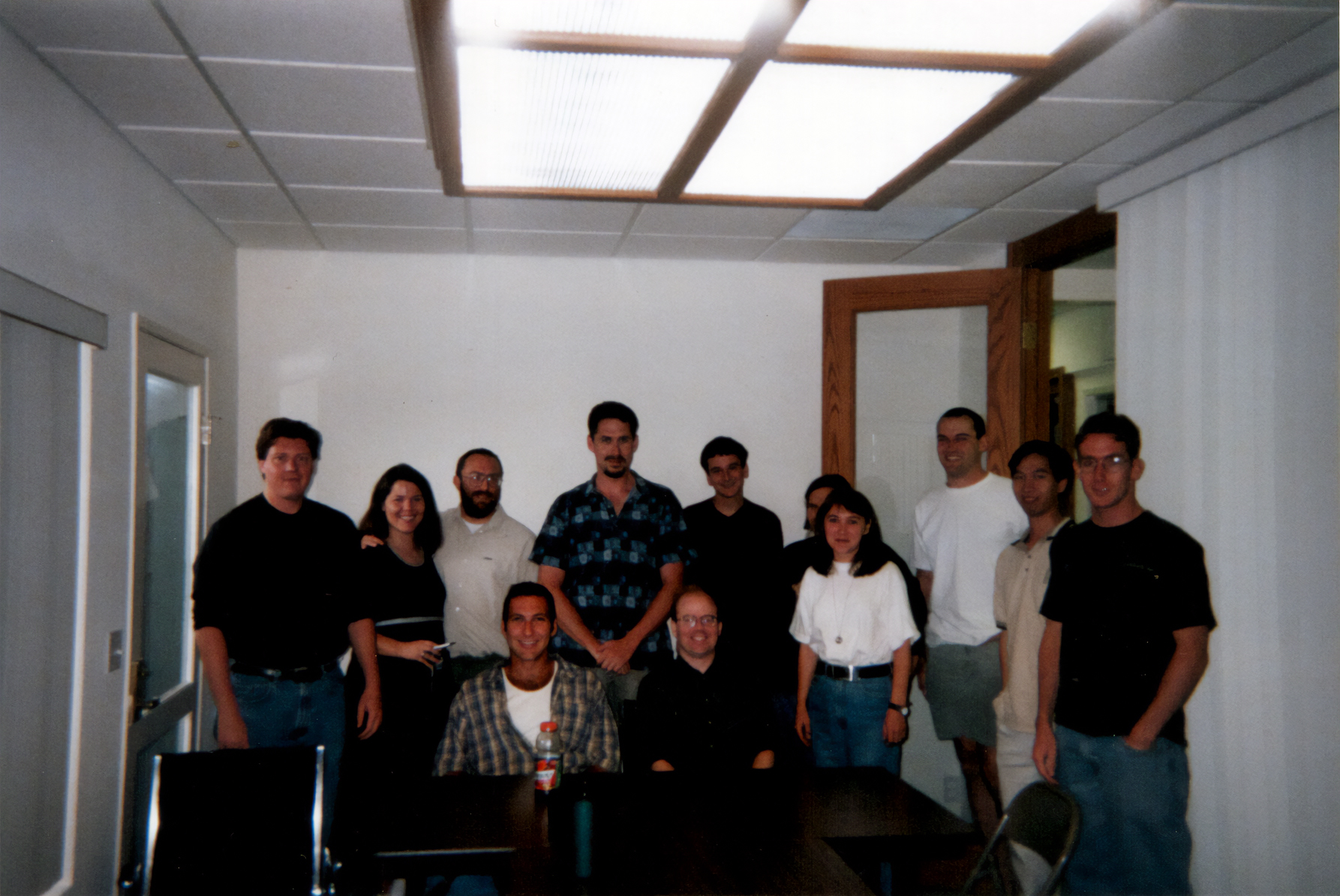
2000年夏の暮れごろのボミスのスタッフたち。立っている左から三番目の人物がジミー・ウェールズ。着座している右側の人物がラリー・サンガー。

1990年後半、自身の会社であるボミスで働いていたジミー・ウェールズは、インターネットにアクセスすれば誰でも読むことができる百科事典の構想を抱いていた。ウェールズは幼少のころに、親から買い与えられたワールドブック百科事典を夢中になって読みふけり、百科事典に親しんでいた。一方、後の大学院在籍中にリチャード・ストールマンのGNUの思想を知り、その考え方に強く共感するようになる。1996年に創業されたボミスは、2000年を迎える前にはある程度操業が安定するようになり、新しいプロジェクトを始める余裕を持ち始めた。1999年の秋ごろから、ウェールズはボランティアで作るインターネット上の百科事典について考え出した。
後にヌーペディアの編集主幹となるラリー・サンガーは、大学の博士課程に在籍していた。その一方で、当時高まっていた2000年問題への関心や不安に応えるために、2000年問題に関するニュースを整理して報告するサイトを運営していた。しかし2000年になっても不安視されていたような大きな問題は起こらなかったため、サンガーはすべきことを失い、新たに取り組むことを模索し出す。
2000年明けのすぐにサンガーは登録していたメーリングリストのグループに、新たに立ち上げるブログのプロジェクトに参加を呼び掛けるメールを送った。サンガーは哲学を専攻しており、ウェールズも客観主義とよばれる哲学に興味を持ち造詣が深かった。ウェールズもサンガーが送ったメールのグループに含まれていた。メールを受け取ったウェールズはサンガーに、自身が持っていたインターネット百科事典のアイデアを説明し、そのリーダーになってくれないかと逆に提案する。「ジミーから返信があったときはびっくりした。彼は、プロジェクトを率いる哲学者を探していたようだ」と、サンガーは回想している。
ウェールズの提案を承諾したサンガーは、2000年2月にサンディエゴへ移住し、ボミスで働きだした。仕事を開始したサンガーは、ウェールズと協議しながら、新しいインターネット百科事典の運営方針や執筆者の確保に勤む。翌月の3月9日、ヌーペディアのサイトが公式に立ち上げられる。翌日の10日には『PC World』のサイト上でヌーペディア立ち上げが宣伝されて、執筆者の募集もなされた。
| 「                                                                                             | サイト管理者はあらゆる分野において専門知識を持つ寄稿者と編集者を探しています。寄稿者には多様な記事を提供してもらいます。記事は一般の人にも企業にも無料で公開されます。誰でもヌーペディアの記事を読むことができますし、他のウェブサイトにヌーペディアの記事を載せることすら可能です。そのときは、単にヌーペディアを出典としてクレジットすればいいだけです。 | 」 |
| —Liane Gouthro, “Building the World’s Biggest Encyclopedia,” PC World (March 10, 2000)（より） | |    |

2000年3月11日、ウェールズは初期のヌーペディアのメーリングリストに、自分の思いを説明する次のようなメッセージを送っている。
| 「                                                        | いつの日か、世界中で、この百科事典が印刷費用程度で学校で利用されるようになるのが私の夢です。それには、普及したインターネットを利用できる余裕がまだまだ無いであろう、第三世界と呼ばれる国々も含まれます。何人のアフリカの村人がブリタニカ百科事典一式を持つ余裕があるでしょうか? 多くはないだろうと私は思います。 | 」 |
| —Jimmy Wales, “Hi...,” nupedia-l, March 11, 2000 （より） | |    |

ウェールズもサンガーも、GNUのような自由な配布・改変を許すライセンスでヌーペディアの記事を公開するつもりではいたが、記事の編集については、既存の百科事典同様に専門家による管理と査読が行われる厳格なプロセスを踏んで行うつもりでいた。2000年3月のサンガーの報告によると、参加者の25 - 40%（または35 - 56%）が博士号持ちで、その他も何らかの専門家であったという。公開までの過程には、後述のように7つの段階が定められ、これを終えた記事のみが公開された。この厳格で手間をかけた編集過程のため、1つの記事を公開されるのに数週間を要する結果となった。そして、2000年9月、ヌーペディアとしての記事が初めて完成、公開される。記事は音楽の「atonality（無調）」、ヨハネス・グーテンベルク大学の音楽学者クリストフ・フストが作成したものであった。編集方針ガイドラインも整備され、2000年11月までにヌーペディア編集方針ガイドライン3.31版まで作成された。

### ウィキの導入とウィキペディアの立ち上げまで

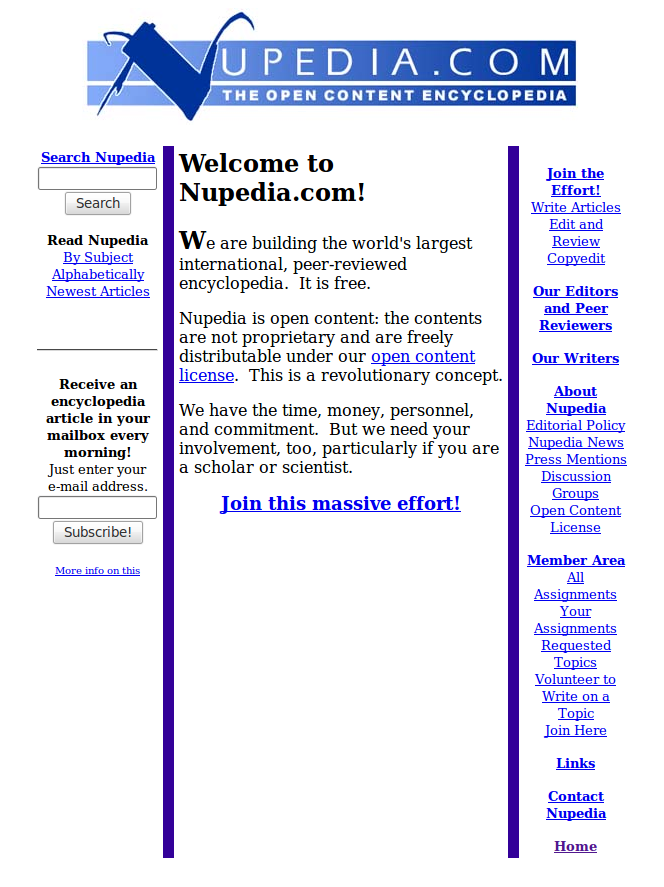
ヌーペディアのトップページ
（2000年8月15日）

サイトは立ち上げられ、最初の記事は完成したが、ヌーペディアの厳しい参加資格の条件と厳格で複雑な編集プロセスにより、執筆者の数も記事の数も伸び悩むことになる。ウェールズ自身も「ロバート・マートン」と「オプション価格決定理論」の記事を書き、投稿しようとした。しかし書き始めると、自分の書いた記事が2名の金融経済学者から査読を受けることを思い出し、憂鬱な気分になった。「学界を何年も離れていたので、それは怖かった。宿題のように感じた。」と振り返っている。この出来事によってウェールズもヌーペディアで記事を書くことが楽しくないことを理解する。結局、最初の年で完成した記事は12個のみであった。2000年の終わりには、このような状態を打開するために、ウェールズとサンガーは解決策を話し合い、模索するようになる。
その後、この状況を解決する1つの策として、ウィキを導入したプロジェクト、すなわちウィキペディアが開始される。ただしウィキ導入の着想の経緯については、現在ではサンガーとウェールズとで認識が異なっている。サンガーによると、コンピュータプログラマで旧友のベン・コヴィッツと行った会話に端を発すると述べている。2001年1月初め、ヌーペディアの生産性が悪いことに関してフラストレーションが増加していく中、1月2日、サンガーはカリフォルニア州サンディエゴのメキシコ料理店で友人のベン・コヴィッツと夕食をとっていた。ヌーペディアの問題をサンガーから聞かされたコヴィッツは、ウォード・カニンガムによって発明されたウィキの仕組みについて説明した。それを聞いたサンガーは、ウィキがよりオープンでシンプルな編集手順を持つ百科事典を作るプロジェクトに相応しいものと考えるに至った。サンガーはウェールズにウィキをヌーペディアに利用する案を持ちかけ、ウェールズからの好感触を得たサンガーは具体的なウィキの適用に動き出す。
初期のボミスのプレスリリースでも、ウィキ導入のアイデアはサンガーの提案とされていた。ウェールズも、後の2001年10月30日のウィキペディアメーリングリストメッセージにおいて、ウィキを使用するアイデアはサンガーが持っていたと述べている。しかしその後、ウィキのアイデアはヌーペディアを運営するボミスの社員であったジェレミー・ローゼンフェルドから聞いたとウェールズは述べており、現在ではそれぞれの認識が異なっている。
いずれの経緯にしろ、ウィキを導入した百科事典プロジェクトがボミス内で動き出した。2001年1月10日、サンガーはヌーペディアのメーリングリストに、ウィキ導入を説明する"Let's make a wiki"（ウィキを作ろう）と題したメッセージを送信した。悪くない反響を得たサンガーはnupedia.comのサブディレクトリとしてすぐにウィキページを作成する。しかし、ヌーペディアの専門家の投稿者たちはウィキのシステムに抵抗を見せ、結局、別の独自アドレスとして2001年1月15日にwikipedia.comが立ち上げられた。ヌーペディアとは対照的に、開始されたウィキペディアは急激な成長を始める。ウィキペディアは2月の終わりまでに150項目を達成し、2001年の終わりには記事数は約15,000項目にも上り、参加者は約350人に達した。

### ヌーペディアの閉鎖とその後
その後もウィキペディアは成長を遂げていくが、ヌーペディアは自然休眠状態に陥る。2001年以降に作られたヌーペディアの記事は2つのみであった。ウィキペディアの急成長はウェールズとサンガーを驚かせ、ウィキペディアがしっかり機能していくことを2人は理解すると、全面的にウィキペディアの運営に力を入れていくことになる。
サンガーによれば、閉鎖するまでの2002年または2003年ごろ、ヌーペディアを十分に支援できなくなってきたボミスの代わりに、大学などの組織に買い取ってもらい運営してもらうことや、サンガー自身が買い取ることをウェールズに提案したが、結局実現しなかった。また、ウィキペディアの完成・承認された記事をヌーペディアに収めていく案も議論された。これについてはウェールズも積極的だったが、結局実現しなかった。
2003年9月にヌーペディアのサーバーがクラッシュする。オフライン状態になったヌーペディアはそのまま復旧されることなく、その歴史を閉じた。ヌーペディアの記事の総数は、サンガーによれば2001年初冬までに査読プロセスを通過して完成した記事はおよそ25項目ほどで、下書き中の記事が150項目以上という状態であった。少ないながらも存在していた記事はウィキペディアの方へ吸収された。その後の歴史については、後身となったウィキペディアの歴史などを参照のこと。
ヌーペディアが上手く機能できなかったことの反省点として、サンガーは、複雑なシステムでも指示さえ明確にしていれば我慢強く利用してくれると思い込んでいたことを挙げている。ウェールズは、2007年のインタビューでヌーペディアが失敗した理由を尋ねられて、「なぜ失敗したかというと、参加するのが難しかった、そして面白くなかったのが理由だと思います 」と振り返っている。

## 仕組みと編集方針
ヌーペディアの記事の利用許諾ライセンスは、GNUのライセンスを基にしたヌーペディア・オープン・コンテント・ライセンス(Nupedia Open Content License)が作られ、採用されていた。このライセンスでは、ウィキペディアのように記事作成者ではなく、サイトに出資するボミスが著作権者となっていた。ただし、途中からGNUフリー・ドキュメンテーション・ライセンス(GNU Free Documentation License)に移行している。サイトのソフトウェアはNupeCodeという共同作業用のソフトウェアで動いていた。閲覧は無料で、広告を掲載することで収益を確保する予定だった。
記事の執筆や査読はボランティアによって行われた。ラリー・サンガーが編集主幹の役職を務め、彼のみがボミスに雇われる形で有給でヌーペディアの編集に携わっていた。博士号取得者、大学の教授、その他実績のある専門家を対象に参加者を募っていた。記事が公開されるまでに厳格な7段階の工程を経る必要がある。記事の作成から公開までのプロセスは次のようになっている。
1. 割り当て
2. リード・レビュアーの選定
3. リード・レビュー
4. オープン・レビュー
5. リード・コピー・リーディング
6. オープン・コピー・リーディング
7. 最終承認とマークアップ

執筆の方針やガイドラインを備えており、ウィキペディアの中核方針の1つである「中立的な観点」の原形も、この中にすでに存在していた。記事の難度は、予備知識の無い大学生が読んで理解できる程度のレベルを目標としていた。

## 完成した記事
完成した記事の一覧を投稿順で以下に示す。ヌーペディアが閉鎖する直前の2003年8月8日付のインターネットアーカイブより。
| 投稿順 | 記事                                              | 参考日本語名                                 |
| ------ | ------------------------------------------------- | -------------------------------------------- |
| 1      | Atonality (brief version)                         | 無調（ショート版）                           |
| 2      | Hydatius (brief version)                          | ヒュダティウス（ショート版）                 |
| 3      | The Donegal Fiddle Tradition (brief version)      | ドニゴール・フィドル音楽の様式（ショート版） |
| 4      | Irish Traditional Music (brief version)           | アイリッシュ伝統音楽（ショート版）           |
| 5      | Atonality (longer version)                        | 無調（ロング版）                             |
| 6      | Classical Era (Music) (longer version)            | 古典派音楽（ロング版）                       |
| 7      | Classical Era (Music) (brief version)             | 古典派音楽（ショート版）                     |
| 8      | Charles S. Peirce (brief version)                 | チャールズ・サンダース・パース（ショート版） |
| 9      | Herodotus of Halicarnassus (brief version)        | ハリカルナッソスのヘロドトス（ショート版）   |
| 10     | The SNOBOL 4 Programming Language (brief version) | プログラミング言語SNOBOL4（ショート版）      |
| 11     | Vergil (brief version)                            | ヴァージル（ショート版）                     |
| 12     | Procopius of Caesarea (brief version)             | プロコピオス（ショート版）                   |
| 13     | Pylos (brief version)                             | ピュロス（ショート版）                       |
| 14     | Case-Based Reasoning (brief version)              | 事例ベース推論（ショート版）                 |
| 15     | The Theory of Computation (brief version)         | 計算理論（ショート版）                       |
| 16     | New Zealand (brief version)                       | ニュージーランド（ショート版）               |
| 17     | Karl Raimund Popper (brief version)               | カール・ライムント・ポパー（ショート版）     |
| 18     | Functional Programming (brief version)            | 関数型プログラミング（ショート版）           |
| 19     | Genotype and Phenotype (brief version)            | 遺伝子型と表現型（ショート版）               |
| 20     | Plasmids (medium-length)                          | プラスミド（ミドル版）                       |
| 21     | Polymerase Chain Reaction (brief version)         | ポリメラーゼ連鎖反応（ショート版）           |
| 22     | Foot-and-Mouth Disease (brief version)            | 口蹄疫（ショート版）                         |
| 23     | Polymerase Chain Reaction (longer version)        | ポリメラーゼ連鎖反応（ロング版）             |
| 24     | Imperative Programming (brief version)            | 命令型プログラミング（ショート版）           |
| 25     | The Quasispecies model (brief version)            | 疑似種モデル（ショート版）                   |
| 26     | Bacteria (brief version)                          | 細菌（ショート版）                           |
| 27     | source code (brief version)                       | ソースコード（ショート版）                   |